# Voïvodie de Podolie
Pour les articles homonymes, voir Podolie.
1434 – 1793
Entités précédentes :
- Duché de Podolie (en)

Entités suivantes :
- Empire russe

La voïvodie de Podolie (en polonais Województwo podolskie, en latin Palatinatus Podoliae, en ukrainien Подільське воєводство) était une voïvodie de la couronne du royaume de Pologne, faisant partie de la province de Petite-Pologne, créée en 1434 à partir des terres du duché de Podolie (en) annexée par la Pologne au XIVe siècle. Le siège du parlement et de l'assemblée des députés était situé à Kamieniec Podolski. En raison de l'occupation de la Podolie par les Turcs à la suite du traité de Boutchatch, des sejmiks se sont tenus entre 1672 et 1676 à Halicz, et entre 1677 et 1698 à Lwów.
La voïvodie s'étendait à l'Ouest jusqu'à la rivière Strypa, à Volotchysk jusqu'à Januszpol au Nord, de la rivière Mourafa à l'Est jusqu'au Dniestr au Sud, où elle bordait la Moldavie.
Après 1793 et le deuxième partage de la Pologne, la voïvodie de Podolie passe aux Russes et devient le gouvernement de Podolie.

## Description
Zygmunt Gloger, dans son ouvrage monumental intitulé Géographie historique des terres de l'ancienne Pologne, donne une description détaillée de la voïvodie de Podolie :
Dans l'Antiquité, la Podolie était une zone de peuplement slave permanent, au-delà de laquelle se trouvaient des steppes, habitées par des tribus nomades. La proximité de ces tribus barbares a empêché les Slaves de profiter pleinement de la Podolie, qui est la plus belle et la plus riche de toutes les terres slaves (...) Pendant de nombreuses années, les frontières de la Podolie n'ont pas été définies. La province a été capturée par les Tatars au XIIIe siècle. Ils furent à leur tour chassés par les Lituaniens qui, au milieu du XIVe siècle, se heurtèrent à la Pologne. En 1352, la Podolie a été capturé par Algirdas, et, en 1396, le roi Ladislas II Jagellon a placé ce territoire sous la tutelle de Spytek de Melsztyn. Plus tard, la Podolie a été gouverné par Švitrigaila, et finalement, en 1434, le Sejm a créé la voïvodie de Podolie, nommant Piotr Odrowaz premier voïvode. Cependant, le grand-duché de Lituanie continuait d'en revendiquer les terres, et le conflit ne prit fin qu'au moment de l'union de Lublin en 1569 (...) Sans les milliers de familles polonaises de la szlachta qui se sont installées ici depuis le XIVe siècle, la Podolie serait restée une steppe déserte (...)
Les limites de la nouvelle voïvodie étaient les suivantes : au Nord-Ouest, elle bordait le comté de Trembowla de la voïvodie de Ruthénie ; au Nord, la voïvodie de Volhynie ; et à l'Est, la voïvodie de Bracław. Toute la frontière sud et sud-ouest longeait les rivières Dniestr et Stypa (...) Dans ses premières années, la voïvodie de Podolie comptait un certain nombre de petits comtés, qui étaient situés autour des châteaux royaux. (...)
Au XVIe siècle, la voïvodie de Podolie comptait 37 villes, et selon le recensement de 1578, il y avait 650 villages. En 1583, le nombre de villages n'était plus que de 434, en raison des incursions constantes des Tatars de Crimée. La voïvodie comptait également 35 châteaux et forts (...)

La voïvodie de Podolie avait trois sénateurs : l'évêque, le voïvode, et le Castellan de Kamieniec. Le staroste local, qui utilisait également le titre de « Général des terres de Podolie », gouvernait deux villes, celles de Kamieniec et de Latyczów. Il y avait également des starostes à Czerwonogrod, Bar, Chmielnik, Kopajgrod, Mukarow, Płoskirów, et autres. Des sejmiks ont eu lieu à Kamieniec, où six députés au Sejm ont été élus, ainsi que deux députés au Tribunal de la Couronne de Lublin (...) La voïvodie de Podolie avait deux juges frontaliers, qui coopéraient avec les fonctionnaires de la Porte ottomane, résolvant les conflits frontaliers.

## Administration
- Siège du voïvode : Kamienec Podolski
- Siège du conseil général des terres ruthènes : Soudova Vychnia
- Siège du conseil régional : Kamienec Podolski

Divisions administratives :
- powiat de Kamienec Podolski
- powiat de Czerwonogród
- powiat de Latyczów